# Duda Beat
Duda Beat, pseudonimo di Eduarda Bittencourt Simões (Recife, 8 ottobre 1987), è una cantautrice brasiliana.

## Biografia
Originaria di Recife, si è diplomata presso l'Universidade Federal do Estado di Rio de Janeiro e il suo nome artistico è un omaggio al movimento manguebeat.
È salita alla ribalta con la messa in commercio del primo album in studio Sinto muito, incluso nella lista dei miglior album nazionali del 2018 di Rolling Stone Brasil, che le ha valso la vittoria di un Prêmio APCA e un Prêmio Multishow de Música Brasileira come Rivelazione dell'anno. Il disco ha prodotto il singolo Bixinho, certificato platino dalla Pro-Música Brasil con oltre 80 000 unità, ed è stato promosso da una tournée sia in Brasile sia in Europa. Nel 2019 ha inoltre preso parte a Lollapalooza Brasil.
Ai Prêmios MTV MIAW 2021 ha ricevuto tre nomination grazie alla popolarità riscontrata dal secondo album Te amo lá fora. L'EP Duda Beat & Nando Reis, pubblicato nel medesimo anno, è stato candidato ai Latin Grammy. La PMB le ha assegnato un ulteriore disco di platino e tre dischi d'oro, per altre 200 000 unità di vendita certificate.

## Discografia

### Album in studio
- 2018 – Sinto muito
- 2021 – Te amo lá fora
- 2024 – Tara e tal

### Album di remix
- 2023 – Te amo lá fora RMX

### EP
- 2021 – Duda Beat & Nando Reis (con Nando Reis)

### Singoli
- 2019 – Só eu e você na pista (con Illy)
- 2019 – Meu jeito de amar (con Mulú e Lux & Tróia)
- 2019 – Seu pensamento/Esquadros (con Adriana Calcanhotto)
- 2019 – Bixinho
- 2019 – Chega (con Mateus Carrilho e Jaloo)
- 2019 – Corpo em brasa (con Romero Ferro)
- 2019 – Deixa eu te amar
- 2020 – Vem quente que eu estou fervendo
- 2020 – Tangerina (Remix) (con Tiago Iorc)
- 2020 – Vem pro meu condo (con Afro B e i Tropkillaz)
- 2020 – Não passa vontade (con Anavitória)
- 2021 – Meu pisêro
- 2021 – Narcisa (con Princesa Alba)
- 2021 – Me enamora (con Castello Branco)
- 2021 – Amor de verão com ombrim
- 2021 – Raspa placa (con Nave e Bivolt)
- 2022 – Dar uma deitchada
- 2022 – Asas (con i Melim)
- 2023 – Saudade de você
- 2024 – Preparada
- 2024 – Azul (con Bryan Behr)
- 2024 – Quem me dera (con Liniker)
- 2024 – Visão (con Budah e Thiago Pantaleão)
- 2024 – Ai que calor (con Pabllo Vittar)
- 2025 – Belo Horizonte (Metade de mim) (con Gabi Melim)
- 2025 – Derreter & suar (con Melly)

### Collaborazioni
- 2019 – Xanalá (Gaby Amarantos feat. Duda Beat)